# Vinčanska kultura
Vinčanska kultura, znana tudi kot turdaška kultura ali turdaško-vinčanska kultura, je neolitska arheološka kultura v srednji in jugovzhodni Evropi, datirana v obdobje 5700–4500 pr. n. št. Imenovana je po svoji tipični lokaciji Vinča-Belo Brdo, velikem gručastem naselju, ki ga je odkril srbski arheolog Miloje Vasić leta 1908 in predstavlja materialne ostanke prazgodovinske družbe, ki se je odlikovala predvsem po svojem poselitvenem vzorcu in ritualnem vedenju. Kmetijsko tehnologijo, ki so jo v regijo vpeljali prvič v zgodnjem srednjem neolitiku, je vinčanska kultura razvijala še naprej, kar je omogočilo porast prebivalstva in izgradnjo nekaterih največjih naselij v prazgodovinski Evropi. Ta naselja so ohranila visoko stopnjo kulturne enotnosti skozi izmenjavo obrednih predmetov na večje razdalje, vendar najbrž niso bila politično enotna. Za to kulturo so značilni različni slogi zoomorfnih in antropomorfnih figuric kot tudi vinčanski simboli, za katere nekateri domnevajo, da so zgodnja oblika proto-pisave. Čeprav jo običajno ne štejejo kot del kalkolitske ali "bakrene dobe", ima Vinčanska kultura prve znane primere bakrene metalurgije.
"Tordoško" kulturo je prva opisala madžarska arheologinja Zsófia Torma. Imenovana je po vasi Turdaș (madžarsko Tordos) v zahodni Romuniji, ki je bila v tistem času del Ogrske.
Priobalni pas Donave v območju nahajališča Vinča pri Beogradu, je razglašen kot arheološki park.

## Geografija in demografski podatki
Z Vinčansko kulturo naseljene regije jugovzhodne Evrope (tj. Balkan) ustrezata predvsem sodobna Srbija in Kosovo, pa tudi območja v Romuniji, Bolgariji, Bosni, Črni Gori, Makedoniji in Grčiji.
Ta regija je bila poseljena s kmetijsko družbo že v zgodnjem srednjem neolitiku, vendar je v vinčanskem obdobju trajnostne rasti prebivalstva vodila na raven neenakomerne poseljenosti glede velikosti in gostote, skupaj s predhodnimi prebivalci teh območij. Vinčanska naselja so precej večja kot v kateri koli drugi takratni evropski kulturi. V nekaterih primerih presegajo tisočletje mlajša mesta iz egejske in zgodnje bližnje-vzhodne bronaste dobe. Eno od največjih mest je bilo Vinča-Belo Brdo (predmestje sodobnega Beograda, Srbija), ki je obsegalo 29 ha in je imelo do 2500 ljudi.
Zgodnja vinčanska poselitvena gostota prebivalstva je bila 50–200 prebivalcev na hektar, v kasnejših fazah pa je bilo običajno povprečno 50–100 ljudi na hektar. Na lokaciji Divostin 4900–4650 pr. n. št. je bilo do 1028 hiš in maksimum velikosti populacije 8200, kar bi morda bilo največje vinčansko naselje. Drugo veliko mesto je bilo Stubline iz 4700 pr. n. št., ki je lahko štelo do 4000 prebivalcev. Naselje Parţa je morda imelo 1575 ljudi, ki so tam živeli istočasno.

## Kronologija
O izvoru Vinčanske kulture se še razpravlja. Pred uporabo radiokarbonskega datiranja so na podlagi tipoloških podobnosti mislili, da so vinčanska in druge neolitske kulture, ki pripadajo kompleksu "Temno polirano posodje", produkt migracij iz Anatolije na Balkan. To je bilo treba ponovno oceniti v luči radiokarbonskega datiranja, ki je pokazalo, da se je kompleks temne polirane posode pojavil vsaj tisočletje pred Trojo I, domnevnega izhodišča za migracije na zahod. Alternativno hipotezo, po kateri se je vinčanska kultura razvila lokalno iz prejšnje Starčevske kulture – prvi jo je predlagal Colin Renfrew leta 1969 – zdaj sprejemajo mnogi znanstveniki, vendar dokazi niso zadostni.
Vinčansko kulturo lahko razdelimo v dve fazi, ki sta tesno povezani s tistimi s tipične lokacije Vinča-Belo Brdo:
| Vinčanska kultura         | Vinča-Belo Brdo | Let pred Kristusom |
| ------------------------- | --------------- | ------------------ |
| Zgodnje vinčansko obdobje | Vinča A         | 5700-4800          |
| Zgodnje vinčansko obdobje | Vinča B         | 5700-4800          |
| Zgodnje vinčansko obdobje | Vinča C         | 5700-4800          |
| Pozno vinčansko obdobje   | Vinča D         | 4800-4200          |
| Pozno vinčansko obdobje   | Zapuščeno       | 4800-4200          |

### Zaton
V svoji kasnejši fazi se je center premaknil iz Vinče-Belo Brdo do Vršca. Obsidijan in školjke rodu Spondylus, najdbe iz sodobne Madžarske in Egejskega morja, so postale bolj pomembne kot vinčanske figurice. Sčasoma je omrežje izgubilo povezanost in začelo propadati. Verjetno je, da so bile po dveh tisočletjih intenzivnega kmetovanja gospodarske obremenitve, ki jih povzroča zmanjševanje rodovitnosti tal, delno odgovorni za ta zaton.

Po Mariji Gimbutas je bila Vinčanska kultura, ki je zasedla Evropo v času neolitika, relativno homogena, mirna in matrifokalna kultura. V skladu s to hipotezo se je v obdobju njenega zatona zgodil vdor bojevitih ljudstev proto-indo-evropskih plemen iz Pontsko-kaspijskih step.

## Gospodarstvo

### Preživljanje
Večina ljudi v vinčanskih naseljih je bila zaposlenih z zagotavljanjem hrane. Kmetijstvo, živinoreja in lov ter pašništvo, vsi so prispevali k prehrani rastočega vinčanskega prebivalstva. V primerjavi s prejšnjimi kulturami zgodnjega srednjega neolitika so se te prakse okrepile z večjo specializacijo na visoke donose žit in na sekundarne proizvode domačih živali, skladno z večjo gostoto prebivalstva.
Vinčansko kmetijstvo je uvedlo pridelavo navadne pšenice, ovsa in lanu v srednjo Evropo in boljše izrabilo ječmen kot prejšnje kulture . Te novosti so povečale donos pridelka in omogočile izdelavo oblačil, narejenih iz rastlinskih surovin kot tudi živalske proizvode (tj. usnje in volna). Obstajajo posredni dokazi, da so vinčanski kmetje uvedli plug, ki ga je vleklo govedo, kar je imelo velik vpliv na količino človeškega dela, potrebnega za kmetovanje, kot tudi omogočilo pripravo novih površin zemljišč za kmetovanje. Mnoga od največjih vinčanskih mest so zasedala območja, kjer prevladujejo vrste tal, ki zahtevajo oranje.
Območja z manjšim obdelovalnim potencialom so uporabljali z nomadskim pašništvom, kjer so skupine iz nižinskih vasi vsako sezono preselile svojo živino na bližnja gorska območja. V vinčanskih čredah je bilo govedo bolj pomembno kot ovce in koze. V primerjavi s prejšnjimi kulturami so živino vedno bolj gojili zaradi mleka, usnja in kot delovno živino, namesto izključno za meso. Sezonski premiki na gorska področja so bili motivirani tudi zaradi izkoriščanja kamna in mineralnih virov. Kadar so bili ti še posebej bogati, so v planinah ustanovili stalne naselbine, ki so se močneje zanašale na pašništvo kot vir preživljanja.
Čeprav so bili vse bolj osredotočeni na domače živali in rastline, je vinčansko gospodarstvo za preživljanje še vedno uporabljalo divje vire hrane. Lov na srnjad, divje prašiče in tura, ribolov krapa in soma, nabiranje školjk, lov na divje kokoši in spravilo divjih žit, nabiranje gozdnih sadežev in oreškov so sestavljali pomemben del prehrane na nekaterih vinčanskih predelih. So pa ti bili v manjšini; naselja so se vedno ustvarjala v povezavi s kmetijskimi ne pa divjimi viri hrane. Samonikli viri so bili po navadi premalo izkoriščeni, razen če je bilo območje nizko obdelovalno produktivno.

### Industrija
Na splošno je bila obrtna proizvodnja v Vinčanskem omrežju izvedena na ravni gospodinjstev; obstaja le malo dokazov za posamezne gospodarske specializacije. Kljub temu pa so nekateri vinčanski artefakti narejeni z veliko stopnjo tehničnega znanja. Dvostopenjska metoda je bila uporabljena za proizvodnjo keramike s poliranim večbarvnim končnim slojem, znana kot "črnoslojno" in "mavrično posodje'. Včasih so uporabljali cinabarit in limonit v prahu za dekoracijo žgane gline. Na slog Vinča oblačil je mogoče sklepati tudi iz figurin upodobljenih v tunikah z odprtim vratom in okrašenimi krili. Blago je bilo stkano iz obeh: lana in volne (lan je postajal vse bolj pomemben v poznem vinčanskem obdobju), uporabljali pa so se tudi gumbi, narejeni iz lupine ali kamna.
Na vinčanski lokaciji Pločnik je nastal prvi primer bakrenega orodja na svetu. Vendar so ljudje v vinčanskem omrežju prakticirali le zgodnjo in omejeno obliko metalurgije. Bakrove rude so kopali v velikem obsegu na mestih, kot je Rudna Glava, ampak le del je bil pretopljen in dodan v kovinske najdbe – in to so bili okraski in nakit, namesto funkcionalnega orodja, ki je bilo narejeno iz rezanega kamna, kosti in rogovja. Verjetno je, da je bila primarna uporaba izkopane rude v obliki prahu za lončarstvo ali telesno dekoracijo.
Odkriti predmeti so danes razstavljeni v Narodnem muzeju v Beogradu, Muzeju mesta Beograd in Arheološki zbirki Filozofske fakultete v Beogradu.

## Glavne vinčanske lokacije
- Belogradchik
- Drenovac
- Gomolava
- Gornja Tuzlo
- Pločnik
- Rudna Glava
- Selevac
- Tărtăria
- Turdaş
- Vinča-Belo Brdo, vnesite mesto
- Vratsa
- Vršca

## Figurine
Vinčanske antropomorfne in zoomorfne figurine, kot tudi prosopomorfni pokrovi in oltarji predstavljajo izjemne umetniške predmete te kulture. Najpomembnejše med njimi so Gospa iz Vinče, Hajd vaza in Vidovdanka. Poleg predmetov kultnega pomena, o stopnji razvitosti govorijo tudi vrezani znaki znani kot "vinčanska pisava". Predpostavke o njihovi vlogi so številne: da so oznake lastništva, kavcija, piktogrami ali slikovna pisava, fonetska pisava in podobno...

### Gospa iz Vinče
Med najbolj znanimi predmeti iz tega nahajališča je Gospa iz Vinče, odkrita leta 1929 na globini 4,8 metrov. Narejena je iz žgane gline, visoka je 13,2 cm.
Figurina predstavlja žensko na prestolu, v sedečem položaju, petoglatega obraza z vrezanimi velikimi očmi in plastičnim dolgim nosom. Desna roka je zvita in položena na prsi. Na obrazu, rokah in temenu so perforacije.
Figurina je v Arheološki zbirki Filozofske fakultete.

### Vidovdanka
Vidovdanka je antropomorfna figurina odkrita na dan svetega Vida (Vidovdan) leta 1930, po čemer je dobila ime. Predstavlja vrhunec neolitske figuralne plastike. Našli so jo na globini 6,2 m. Narejena je iz žgane gline, površina je polirana. To je ženska figurina, brez izrazitih individualnih črt. obraz je petoglat, z velikimi mandljastimi očmi in plastičnim nosom, kar je tipičen primer vinčanske maske. Prisotni so ostanki rdeče barve.
Figurina je v Arheološki zbirki Filozofske fakultete.

### Hajd vaza
Hajd vaza je bila odkrita v času izkopavanj leta 1930 na globini 7,05 m. Visoka je 20,8 cm, dolžina posode je 36 cm. To je posoda v obliki ptice, z zaprtimi krili, s človeško glavo, petoglatim obrazom, na katerem so velike oči in nos. Na glavi sta dve okroglasti izboklini. Vaza je spolirana in okrašena s kanelurami.
Vaza je v Arheološki zbirki Filozofske fakultete v Beogradu.